# 富贵特区
富贵特区（越南语：／）是越南林同省下辖的一个特区，位于南中国海中的富贵岛，全境管辖9个岛屿。

## 历史
1977年12月15日，富贵岛独立设县，成立富贵县，下辖三清社、五凤社和龙海社3社。
2025年，平顺省并入林同省，富贵县撤销，改制為與坊、社同級別的富贵特區。

## 交通
富贵特区是海岛，对外只能靠海运连接越南本土。

## 旅游景点
岛上有灵光寺、万安所城、朝阳亭等名胜，而富贵群岛本身就是一个自然景点。

## 外部連結
- 富贵县电子信息门户网站[]（越南文）